# Nera Stipičević
Nera Stipičević (Makarska, 21. siječnja 1983.) je hrvatska glumica i pjevačica.

## Životopis
Nera Stipičević je rođena u Makarskoj, gdje je završila osnovnu glazbenu školu, smjer klavir. U vrijeme srednje škole trenirala je atletiku, te bila članica hrvatske kadetske reprezentacije. 
1993. godine nastupila je u finalu pjevačkoga natjecanja emisije Turbo Limač Show Hrvatske radiotelevizije. Slavu je stekla sudjelujući u Story SuperNova Music Talents showu krajem 2003. godine, u kojem je završila kao jedan od finalista. 2004. godine izdala je album Nera.
Diplomirala je na Ekonomskom fakultetu u Zagrebu 2007. godine, smjer turistički marketing, a 2010. godine magistrirala glumu na Akademiji dramske umjetnosti u Zagrebu.
U Hrvatskom narodnom kazalištu 2007. godine igrala je u izvedbi Opera za tri groša Bertolda Brechta, a 2008. godine u izvedbi I konje ubijaju, zar ne? Horacea McCoya. Ta uloga donijela joj je nominaciju za najbolju mladu dramsku glumicu. U Hrvatskom narodnom kazalištu Šibenik, 2008. godine igrala je i bila koautorica glazbe u predstavi Fantazija Marijane Nole. Ta ulogu donijela joj je nominaciju za najbolju mladu umjetnicu iz područja opereta/mjuzikl.
2010. godine igrala je glavnu ulogu u hrvatskoj priči omnibusa Neke druge priče. Iste godine pobijedila je u showu Ples sa zvijezdama.
2015. godine kreirala je multiartistički projekt FreeDA, posvećen životu i radu meksičke umjetnice Fride Kahlo.

## Filmografija

### Kazališne predstave
- Kosa (2003.)
- Euridiče; Venera, (2006.)
- Dum Marinu u pohode; Dragić (2007.)
- Opera za tri groša, B.Brecht; Dolly (2007.)
- Fantazija, M.Nola; Anka Prpalo (2008.)
- I konje ubijaju zar ne?, H.Mccoy; Lily Bacon (2009.)
- Krava Ružica; Krava Ružica (2009.)
- Bjesovi; studentica (2010.)
- Snjeguljica; Snjeguljica (2010.)
- O medvjedima i ljudima, S.Anočić; Marijana (2010.)
- Zagorka, I.Boban; Kontesa Nera, Radnica, dijete (2011.)
- Miffy; Nina (2011.)
- Rat i mir, L.N.Tolstoj; Sonia Aleksandrovna Rostova, (2011.)
- Indijanci, Saša Anočić; Milica (2012.)
- Princeza i žabac, Nina Kleflin; Princeza Izabela (2012.)
- Nemirne noge, Saša Anočić (2012.)
- Postolar i vrag, Saša Broz (2016.)

### Televizijske uloge
- "Crno-bijeli svijet" kao Tajana (2016.)
- "Počivali u miru" kao liječnica (2015.)
- "Borgia" kao žena iz Imole (2014.)

### Filmske uloge
- "Baby Blues" kao Marinina prijateljica #3 (2019.)
- "Do kraja smrti" kao umiruća djevojka (2018.)
- "Zora" kao Zorina mama (2016.)
- "Svinjari" (2015.)
- "Moja Ljiljo" kao časna na ulici (2015.)
- "Diana" kao talijanska nećakinja (2013.)
- "Balavica" kao mama (2013.)
- "Nick" kao Joeova žena (2012.)
- "Pogled iz bunara" kao Sonja (2011.)
- "Neke druge priče" kao Sonja (2010.)
- "Pandemija" (2009.)
- "Prljavi mali mjehurići" (2009.)

### Sinkronizacija
- "Čarobna kupka doktora Proktora" kao hotelska recepcionerka (2016.)
- "Saba: Mali ratnik velikog srca" kao Sabina majka (2015.)
- "Vlakićgrad" kao Gabi (2010.)

## Diskografija

### Nera (2004.)
- Centar svita
- Sunčan dan
- Zavoli mene
- Ponoć
- Tebi se predajem
- Vatra
- Dobri stari radio
- Adio pameti
- Amerika
- Laku noć

## Vanjske poveznice
- Nera Stipičević u internetskoj bazi filmova IMDb-u (engl.)
- Neke Druge Priče  Arhivirana inačica izvorne stranice od 7. svibnja 2021. (Wayback Machine) službena stranica filma
- FreeDA project multiartistički projekt FreeDA